# NGC 7030
NGC 7030 је спирална галаксија у сазвежђу Јарац која се налази на NGC листи објеката дубоког неба.
Деклинација објекта је - 20° 29' 12" а ректасцензија 21h 11m 13,3s. Привидна величина (магнитуда) објекта NGC 7030 износи 13,7 а фотографска магнитуда 14,5. NGC 7030 је још познат и под ознакама ESO 598-28, MCG -4-50-3, IRAS 21083-2041, PGC 66283.